# Saint-Côme-de-Fresné
Saint-Côme-de-Fresné är en kommun i departementet Calvados i regionen Normandie i norra Frankrike. Kommunen ligger i kantonen Ryes som ligger i arrondissementet Bayeux. År 2022 hade Saint-Côme-de-Fresné 252 invånare.

## Befolkningsutveckling
Antalet invånare i kommunen Saint-Côme-de-Fresné
Referens:INSEE